# Ion Țuculescu
Ion Țuculescu (Craiova, 19 maggio 1910 – Bucarest, 27 luglio 1962) è stato un pittore rumeno della corrente dell'espressionismo astratto.

## Biografia ed istruzione
Medico e naturalista rumeno, è stato un pittore autodidatta apprezzato sul piano nazionale e internazionale specialmente dopo la morte.
I suoi genitori, Ion e Maria sono conosciuti come grandi insegnanti del loro tempo. Timido e tranquillo, passa la sua infanzia a Craiova. Termina la scuola media e si iscrive al Collegio Nazionale "Carol I", ex Liceo "Nicolae Bălcescu" dove si diploma nel 1928. Ha dei risultati scolastici eccezionali e nelle ore di disegno, ha delle lunghe conversazioni con il suo maestro Eugen Ciolac, che gli svela i tanti segreti della pittura.
Si iscrive, contrariamente alle aspettative, alla Facoltà di Scienze Naturali dell'Università di Bucarest dove si laurea nel 1936. In parallelo segue i corsi e si laurea Magna cum laude alla Facoltà di Medicina nel 1939. E il periodo che, per lo studio, trascura la pittura.

## Mostre
La prima mostra dove si nota la presenza del “pittore dilettante” Ion Țuculescu – insieme al fratello Şerban e al professore A.D.Hagiu – è quella organizzata nel maggio 1925 nella sala dei ricevimenti del Palazzo Amministrativo del distretto di Dolj.
Tra il 1938, quando ha una sua mostra personale nella sala dell'Ateneo Rumeno e 1960, anno in cui espone alla Mostra delle Belle Arti il quadro “Interiore campagnolo (rurale)” e alla mostra “Immagini della Dobrugia” il lavoro “Interiore a Mangalia”, partecipa ad altri eventi internazionali.
Dopo la sua morte, l'opera di Ion Țuculescu conosce un grande riconoscimento all'estero dove le sue opere vengono esposte a Venezia, Parigi e Le Havre, a Copenaghen, Belgrado, Oslo, Stoccolma, Bruxelles, Varsavia, Washington, Columbus, Ohio, San Francisco ecc.

## La sua opera
I quadri La notte delle accacce, Interiore campagnolo, Autoritratto con foglia, Il lago Branesti, L'inverno in periferia svelano un artista che rispetta le tradizioni realistiche della pittura rumena, con un gran uso del colore.
Ispirandosi all'arte popolare rumena ed in primis ai motivi decorativi ed i colori dei tappeti dell'Oltenia e della Moldavia, attraversa il cosiddetto periodo "folcloristico" creando opere come C'era una volta, Carrozza nera, Il cacciatore, L'inverno nella foresta, Foglie sulla neve.
Il periodo più interessante ed originale della sua creazione, ma anche il più controverso, il periodo totemico-simbolico-astratto lo impone come un artista unico. Țuculescu crea un mondo strano in cui la realtà viene codificata sotto forma di occhi, virgole, bambole di marzapane, ma specialmente tramite la brillantezza del colore.
Altri suoi lavori sono Apocalisse, Circuiti, Il calore, Il bagno di sole, Totem sul campo, Accenti neri, Sguardi, Profondità.
- Ion Tuculesu: Una mostra, su wikipaintings.org. URL consultato il 6 maggio 2014 (archiviato dall'url originale il 6 maggio 2014).